# پنی دراک
پنی دراک (انگلیسی: Penny Drake؛ زادهٔ ۲۰ ژوئیهٔ ۱۹۷۷) یک هنرپیشه اهل ایالات متحده آمریکا است. وی از سال ۲۰۰۵ میلادی تاکنون مشغول فعالیت بوده‌است.